# Lasaia pseudomeris
Lasaia pseudomeris är en fjärilsart som beskrevs av Clench 1971. Lasaia pseudomeris ingår i släktet Lasaia och familjen Riodinidae. Inga underarter finns listade i Catalogue of Life.